# Teodor Gieszczykiewicz
Teodor Gieszczykiewicz (ur. 20 kwietnia 1855 w Chechle, zm. 17 lutego 1937 w Krakowie) – muzyk, krakowski księgarz.

## Życiorys
Ukończył konserwatorium. Był kierownikiem chóru rorantystów. W 1897 roku był jednym z założycieli księgarni muzycznej, która mieściła się w kamienicy na ulicy św. Jana 3. Jego wspólnikami byli Jan Drozdowski i Antoni Piwarski. W 1898 roku po wycofaniu się ze spółki Drozdowskiego księgarnia, która funkcjonowała pod firmą Jan Drozdowski zmieniła nazwę na Antoni Piwarski i spółka. Księgarnia Muzyczna i Wypożyczalnia Nut.
W 1903 roku księgarnia otrzymała koncesją na księgarnię ogólnoasortymentową. Po śmierci w 1929 roku Piwarskiego księgarnią zarządzał Gieszczykiewicz, a w 1931 roku odkupił prawa od spadkobierców i prowadził ją pod własnym szyldem. Wydawał tylko muzykę kościelną i poważną. Był jednym z większych eksporterów nut. Po jego śmierci w 1937 roku firmę przejęli spadkobiercy. Księgarnią kierował W. Palusiński, a w imieniu spadkobierców zarządzał Marian Gieszczykiewicz. Pomagała mu matka Eleonora i jeden z młodszych braci Stefan. Wznawiano tylko wyczerpane utwory.
W 1941 roku firma została wydzierżawiona przez spółkę księgarzy.  Księgarnią kierował Józef Chodorowski, a wydawnictwem zarządzał Tadeusz Zapiór. Po wojnie firmę dzierżawił Zapiór. W 1950 roku zamknięto wydawnictwo. W 1953 roku księgarnia została przeniesiona na Rynek Kleparski 15. W 1956 roku przejął ją Aleksander Dąbrowiecki i prowadził do 1960 roku. 